# (3780) Maury
(3780) Maury – planetoida z pasa głównego asteroid okrążająca Słońce w ciągu 4 lat i 315 dni w średniej odległości 2,87 j.a. Została odkryta 14 września 1985 roku w Lowell Observatory (Anderson Mesa Station) przez Edwarda Bowella. Nazwa planetoidy pochodzi od Alaina Maury'ego, francuskiego astronoma. Przed nadaniem nazwy planetoida nosiła oznaczenie tymczasowe (3780) 1985 RL.